# Ровенский зоопарк
Ровенский зоопарк — зоологический парк общегосударственного значения в городе Ровно.
Ровенский зоопарк — один из самых молодых на Украине. Он основан в 1982 году. Сегодня его территория составляет 13,5 га, где находится 150 видов животных (около 500 экземпляров). В зоопарке демонстрируются 24 вида животных, занесенных в международную Красную книгу и Красную книгу Украины.
Ровенский зоопарк единственный на Украине где можно увидеть полярного волка, которого привезли из Чехии.
Зоопарк сотрудничает с другими зоопарками Украины, в частности с Луцким, Николаевским и Одесским.